# Gheorghe Tadici
Gheorghe Tadici (Karácsonkő, 1952. március 27. –) román kézilabdaedző.

## Pályafutása
Edzői pályafutását 1974-ben kezdte el, a Zalău csapatánál. A zilahi csapatot több mint harminc éven át irányította, vezetésével háromszor nyert bajnoki címet a csapat, 1996-ban pedig az EHF Challenge Cup döntőjének oda-visszavágós párharcát is megnyerte a norvég Skien ellenében.
A román női válogatottal a 2005-ös világbajnokságon ezüstérmet szerzett, a 2007-es világbajnokságon pedig negyedik helyezést ért el.
2006-ban az Oltchim Vâlcea élére nevezték ki, és az elkövetkezendő három szezonban öt trófeát nyert a csapattal. A hazai bajnokság és kupasorozatok megnyerése mellett első helyen végzett a klubbal a 2006–2007-es Kupagyőztesek Európa-kupájában is.
2008 nyarán távozott a csapat éléről, majd visszatért a Zalăuhoz, és a női válogatottat is újra ő irányította 2012 és 2015 között.